# Campylomyza spatulata
Campylomyza spatulata är en tvåvingeart som beskrevs av Boris Mamaev 1998. Campylomyza spatulata ingår i släktet Campylomyza och familjen gallmyggor.
Artens utbredningsområde är Sverige. Arten är reproducerande i Sverige. Inga underarter finns listade i Catalogue of Life.